# 瑪帕斯
瑪帕斯（英語：Malpas）是所羅門七十二柱魔神中排第39位的魔神，位階統領，統帥40個軍團，別名「瑪法斯」（Malphas）。經常以烏鴉的型態示人。
他能輕易得建造高塔與城邦，也能摧毀他人的建築乃至於慾望甚至思想，同樣的他也能讓追隨者得到洞悉他人思考的能力。
他能吸引具藝術天份的工匠，也會為追隨者提供僕從。他會收下任何獻祭的供品，但他會欺騙他的追隨者。